# Galium rosellum
Galium rosellum är en måreväxtart som först beskrevs av Pierre Edmond Boissier, och fick sitt nu gällande namn av Pierre Edmond Boissier och Georges François Reuter. Galium rosellum ingår i släktet måror, och familjen måreväxter. Inga underarter finns listade i Catalogue of Life.